# Liste des conseillers régionaux de Tarn-et-Garonne
Cet article recense les conseillers régionaux de Tarn-et-Garonne qui ont siégé dans les conseils régionaux de Midi-Pyrénées puis d'Occitanie.  

## Région Occitanie

### Mandature 2021-2027
| Nom               | Parti | Parti | Autre(s) mandat(s)                                      |
| ----------------- | ----- | ----- | ------------------------------------------------------- |
| Marie Castro      |       | PRG   |                                                         |
| Patrice Garrigues |       | PS    |                                                         |
| Sabrina Delrieu   |       | PRG   |                                                         |
| Rodolphe Portoles |       | PCF   |                                                         |
| Isabelle Laveron  |       | PS    | Maire-adjoint de Montech                                |
| Stéphanie Gayet   |       | RN    | Maire-adjoint de Moissac                                |
| Thierry Deville   |       | LR    | Président du Grand Montauban Maire-adjoint de Montauban |

### Mandature 2015-2021
| Nom                   | Parti | Parti                                                                 | Autre(s) mandat(s)                                                                     |
| --------------------- | ----- | --------------------------------------------------------------------- | -------------------------------------------------------------------------------------- |
| Patrice Garrigues     |       | PS                                                                    |                                                                                        |
| Sylvia Pinel          |       | PRG (jusqu'en 2017 et depuis 2019) (anciennement MRSL de 2017 à 2019) | Députée et ancienne ministre. 1ère vice-présidente du Conseil régional de 2015 à 2017. |
| Dominique Salomon     |       | PRG (jusqu'en 2017 et depuis 2019) (anciennement MRSL de 2017 à 2019) |                                                                                        |
| Thierry Deville       |       | LR                                                                    | Conseiller départemental                                                               |
| Marie-Dominique Bagur |       | RN (jusqu'en 2018) DLF (depuis 2018)                                  | Conseillère municipale de Montauban de 2014 à 2020.                                    |
| Thierry Viallon       |       | RN                                                                    | Conseiller municipal de Montauban de 2014 à 2020.                                      |

## Région Midi-Pyrénées

### Mandature 2010-2015
| Nom                  | Parti | Parti | Autre(s) mandat(s)               |
| -------------------- | ----- | ----- | -------------------------------- |
| Marie-Anne Arakelian |       | PS    |                                  |
| Élie Brugarolas      |       | PS    |                                  |
| Denis Ferté          |       | PS    |                                  |
| Dominique Salomon    |       | PS    |                                  |
| Sylvia Pinel         |       | PRG   |                                  |
| Valérie Rabassa      |       | UMP   | Maire de Montech (jusqu'en 2011) |
| Thierry Deville      |       | UMP   |                                  |